# Codex Angelicus
Codex Angelicus, oznaczany symbolami Lap albo 020 (Gregory-Aland), α 5 (von Soden) – grecki kodeks uncjalny Nowego Testamentu, paleograficznie datowany na IX wiek. Kodeks przystosowany został do czytań liturgicznych. Jest rzadko cytowany we współczesnych wydaniach greckiego Nowego Testamentu ze względu na reprezentowanie bizantyńskiej tradycji tekstualnej. Krytycy tekstu uważają go za pozbawiony wartości, natomiast cieszy się pewnym zainteresowaniem ze strony tłumaczy biblijnych.

## Opis
Kodeks zawiera 189 pergaminowych kart (27 na 21,5 cm) z tekstem Dziejów Apostolskich, Listów powszechnych i Listów Pawła, z dwoma lukami (Dz 1,1-8,10 i Hbr 13,10-25). Tekst pisany jest w dwóch kolumnach na stronę, 26 linijek na kolumnę. Występują inicjały dwóch wielkości. Małe inicjały pisane są na czarno, wielkie inicjały pisane są w kolorach.
Kodeks zawiera prolegomenę, teksty wykorzystywane do czytań liturgicznych są oznakowane, zawiera noty marginalne, na końcu zaś każdej z ksiąg biblijnych w subscriptio podano liczbę stychów (στιχοι) w danej księdze. Na końcu każdego z Listów Pawła znajdują się adnotacje, skąd i do kogo list został wysłany. Stosowany jest Aparat Eutaliusza.

## Tekst
Grecki tekst kodeksu przekazuje Tekst bizantyński z niewielką liczbą obcych naleciałości. Hermann von Soden uznał go za standardowy tekst bizantyński (tekst K) . Aland w tekście Dziejów Apostolskich nadał mu następujący profil tekstualny: 521 251/2 12 2S. Profil ten oznacza, że kodeks wspiera tekst bizantyński przeciwko „oryginalnemu” w 52 miejscach, współbrzmi zarówno z tekstem bizantyńskim jak i „oryginalnym” w 25 miejscach, wspiera tekst „oryginalny” przeciwko bizantyńskiemu w 1 miejscu. Ponadto kodeks posiada 2 sobie właściwe warianty. W Listach Pawła nadano mu następujący profil tekstualny: 1871 451/2 42 5S, a w Listach powszechnych – 811 91/2 52 3S. W oparciu o ten profil tekst rękopisu został zaklasyfikowany do kategorii V, co oznacza, że jest nieprzydatny przy odtwarzaniu oryginalnego tekstu Nowego Testamentu. Z profilu wynika, że rękopis przekazuje niewiele wariantów tekstualnych odbiegających od standardowego tekstu bizantyńskiego. Z tego powodu dla krytyków tekstu jest pozbawiony wartości, a jedyna jego wartość polega na tym, że reprezentuje wczesną formę tekstu bizantyńskiego .
Jest jednym z najstarszych rękopisów, który w 1 Tymoteusza 3,16 przekazuje wariant θεός ἐφανερώθη (Bóg objawiony). Wariant ten jest wspierany przez korektora e w Kodeksie Synajskim (Sinaiticuse), drugiego korektora Kodeksu Aleksandryjskiego (A2), drugiego korektora Kodeksu Efrema (C2) i korektora c Kodeksu Bezy (Dc), kodeks 018, 025, 044, minuskuł 81, 104, 181, 326, 330, 436, 451, 614, 629, 630, 1241, 1739, 1877, 1881, 1962, 1984, 1985, 2492, 2495, rękopisy reprezentujące standardowy tekst bizantyński (Byz) oraz lekcjonarze (Lect). Krytycy tekstu jako poprawny uważają wariant ὃς ἐφανερώθη (który został objawiony) wspierany przez starożytne rękopisy: Kodeks Synajski, Aleksandryjski, Efrema i część rękopisów średniowiecznych: Codex Boernerianus, minuskuł 33, 365, 442, 2127, ℓ 599.

## Historia

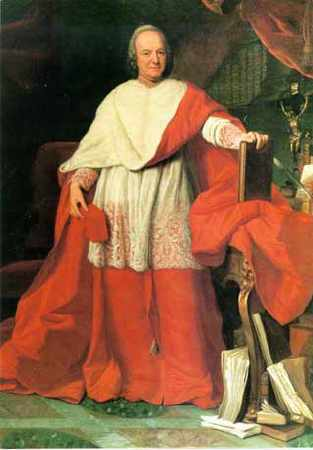
Kardynał Passionei, dawny właściciel kodeksu

Montfaucon datował rękopis na IX wiek, według Scrivenera nie mógł powstać wcześniej niż w połowie IX wieku. Obecnie datowany jest na wiek IX. Nazwa kodeksu pochodzi od nazwy biblioteki w Rzymie, w której jest przechowywany: Biblioteka Angelica (No. 39). Niegdyś był własnością kardynała Passionei i w związku z tym był w przeszłości określany nazwą Codex Passionei (nazwę tę stosuje Tregelles). Po śmierci kardynała w 1761 cała jego kolekcja rękopisów została przekazana dla zakonu augustianów w Rzymie.
Kodeks był badany przez Bernarda Montfaucona, który sporządził pierwszy jego opis. Giuseppe Bianchini kolacjonował jego tekst w wybranych partiach. Birch skolacjonował jego tekst w Liście Jakuba i 1. Koryntian. W 1820 Sholz kolacjonował cały jego tekst . W roku 1833 kolacjonował go kardynał Fleck. Ze względu na niedoskonałość pracy poprzedników Tischendorf (w 1843) i Tregelles (1845) skolacjonowali ponownie cały rękopis, następnie porównali wyniki swojej pracy, a wszelkie rozbieżności zostały uzgodnione poprzez ponowne wykorzystanie rękopisu. Wyniki tej pracy zostały wykorzystane na potrzeby wydań Nowego Testamentu Tischendorfa. W 1896 roku Giorgio Mucchio sporządził szczegółowy opis rękopisu. Ponadto Aeneas Piccolomini opisał historię całej kolekcji rękopisów przechowywanej w Bibliotece Angelica.
Na listę rękopisów Nowego Testamentu wciągnął go Johann Jakob Wettstein, który posłużył się publikacją Bianchiniego. Wettstein nadał mu siglum G. W ten sam sposób oznaczał go Griesbach, Scholz i początkowo Tischendorf. W siódmym wydaniu swego Nowego Testamentu Tischendorf wprowadził na jego oznaczenie siglum L. W 1908 Gregory nadał mu siglum 020, Hermann von Soden nadał mu siglum α 5.
Pierwsze faksymile kodeksu opublikował Montfaucon w 1708 roku. Fotograficzne faksymile kodeksu opublikował William Hatch w 1939.
Jest cytowany w wydaniach greckiego Nowego Testamentu przygotowywanych przez Zjednoczone Towarzystwa Biblijne dla tłumaczy biblijnych (UBS3 i UBS4). Nie jest natomiast cytowany w wydaniach Nestle-Alanda przygotowywanych dla krytyków tekstu (NA26 i NA27).